# Luis Carlos Reyes
Luis Carlos Reyes Hernández (Bogotá, 4 de mayo de 1984) es un economista, historiador, político, docente e investigador colombiano. Fue director de la Dirección de Impuestos y Aduanas Nacionales y  ministro de Comercio, Industria y Turismo durante el Gobierno de Gustavo Petro.
Reyes fue cofundador y primer director del Observatorio Fiscal de la Pontificia Universidad Javeriana. Se ha desempeñado como economista de la Comisión Federal de Comunicaciones, profesor visitante asistente de la Grand Valley State University de Estados Unidos, profesor asistente y profesor asociado de la Universidad Javeriana. Ha sido columnista del diario El Espectador y miembro del Comité Asesor del Programa de Investigación del ICFES. Se ha desempeñado como investigador económico la mayor parte de su vida.
Como economista, su perfil se destaca por su énfasis en desarrollo económico, economía pública y microeconomía aplicada. Su investigación académica se ha publicado en revistas como World Development y la Revista de Economía Institucional.

## Primeros años y estudios
Reyes se graduó como economista e historiador de la Universidad Internacional de Florida en 2005. Ambos títulos fueron magna cum laude. En el año 2006 se graduó como magíster en Economía de la Universidad Estatal de Michigan y en el 2010 culminó un doctorado en Economía en dicha universidad.

## Trayectoria académica
Reyes inició su vida profesional en 2007 como docente técnico de Economía del Desarrollo y Análisis Económico de América Latina en el doctorado de Economía de la Universidad Estatal de Michigan, en donde estuvo hasta 2010. En 2010 comenzó a trabajar como profesor visitante de la Grand Valley State University. Allí dictó cinco clases, Comercio Internacional, Teoría de Juegos, Microeconomía Intermedia, Principios de Microeconomía y Principios de Macroeconomía. Permaneció en dicha institución hasta 2012 cuando que fue designado como economista en la Comisión Federal de Comunicaciones de los Estados Unidos durante el Gobierno de Barack Obama y permaneció en el cargo hasta 2013 cuando decide comenzar a vivir en el país de sus padres, Colombia. Dentro de la Comisión se dedicaba al análisis del costo del capital de compañías de telecomunicaciones. Desde Washington también daba asesoría metodológica sobre el cálculo de la tasa de retorno permitida para las compañías reguladas y el de los estados financieros. Además, hacia pruebas de robustez de los modelos CAPM y DDM. Finalmente, hacía supervisión de investigadores junior.
En Colombia, se vinculó a la Pontificia Universidad Javeriana en 2014 como profesor asistente de la Facultad de Economía. Luego pasó a ser profesor asociado de la misma institución. Dentro de este claustro universitario también comenzó a realizar una serie de publicaciones y artículos en el World Development, la Revista de Economía Institucional y Economics Bulletin acerca de temas álgidos para la política nacional como la reforma tributaria, el desarrollo económico y el gasto público del país. Contribuyó a fundar el Observatorio Fiscal de la Universidad en 2017 y se desempeña como director de esta entidad desde ese año.
En 2015 se vinculó como miembro del comité asesor del Programa de Investigaciones del Instituto Colombiano para el Fomento y Evaluación de la Educación Superior, cargo en el que permaneció hasta 2016 y comenzó a trabajar como columnista del periódico El Espectador, en donde publicó columnas de opinión frente a temas económicos y políticos de la vida nacional e internacional.
Es miembro de la Asociación Estadounidense de Economía desde 2014 y de la Asociación de Economía de América Latina y el Caribe desde 2016.

## Director de la DIAN

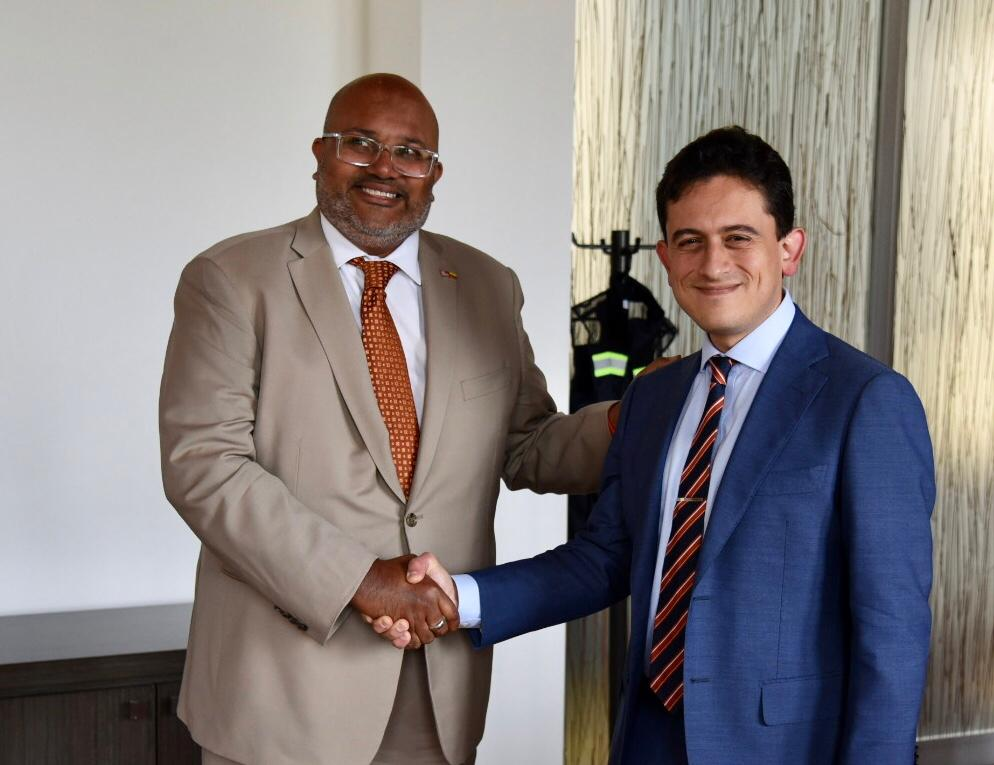
Reyes durante su paso por la DIAN.

Fue designado como director de la Dirección de Impuestos y Aduanas Nacionales el 11 de julio de 2022 por el presidente electo Gustavo Petro. A causa de su presencia en redes sociales se le fue asignado el apodo de "Mr. Taxes" por los internautas. 
Reyes mantuvo una relación tensa con el ministro de hacienda Ricardo Bonilla González, habiendo denunciado el desvío de recursos públicos por parte del ministerio que este lideraba a través de asignación de los llamados “cupos indicativos”, señalando ante el presidente y el consejo de ministros en diciembre de 2023 que el ministerio liderado por Bonilla participaba en esta práctica ilegal.

### Reformas administrativas
Reyes lideró una reforma del Estatuto Aduanero mediante el Decreto 659 de 2024. La reforma buscó impedir que los cargamentos de mercancías salieran de los puertos, aeropuertos y cruces de frontera sin inventarios detallados. Reyes afirmó que el estatuto anterior “estaba prácticamente escrito para contrabandistas”, que no se alineaba con estándares internacionales, y permitía la subfacturación masiva de bienes.
En noviembre de 2023 y bajo el Decreto 927 de 2023, lanzó modificaciones al sistema específico de carrera administrativa de la DIAN, fortaleciendo el papel la Comisión Nacional del Servicio Civil (CNSC). El decreto estableció concursos públicos anuales obligatorios para el ingreso a la DIAN y el ascenso en la entidad. Según la DIAN, este nuevo marco buscaba reducir la influencia de recomendaciones políticas y promover el mérito en la provisión de cargos.
En 2024, en paralelo a un proceso de modernización tecnológica que incluyó la actualización del sistema de declaración de importaciones, Reyes denunció ante la Fiscalía la infiltración de redes criminales en los sistemas informáticos de la DIAN. La denuncia surgió tras hallazgos de vulnerabilidades reportadas por la entidad, lo que llevó al fortalecimiento de controles y una actualización integral de la plataforma tecnológica para mejorar la seguridad y los procesos de control aduanero.

## Ministro de Comercio, Industria y Turismo
En julio de 2024, Reyes tomó posesión del cargo de ministro de Comercio, Industria y Turismo, en reemplazo de Germán Umaña.

### Nota interpretativa del TLC con Estados Unidos
En enero de 2025, Reyes firmó con la representante comercial de Estados Unidos, Katherine Tai, una nota interpretativa del Tratado de Libre Comercio (TLC) entre ambos países. Este documento aclaró oficialmente cómo deben entenderse ciertas reglas sobre protección a inversionistas extranjeros. Como resultado de esta interpretación, Colombia puede regular en defensa del medio ambiente, la salud pública o el interés general sin que eso implique automáticamente tener que indemnizar a empresas extranjeras.
Además, la nota dejó claro que los tribunales internacionales como el  CIADI no pueden actuar como una "segunda corte" para revisar decisiones de la justicia colombiana. También se especificó que solo las inversiones legales que cumplan con la normativa nacional estarán protegidas, y que los inversionistas deberán demostrar con evidencia concreta si consideran que sus derechos han sido vulnerados. Esta medida protege al Estado colombiano de demandas internacionales injustificadas y costosas, sin dejar de ofrecer garantías a quienes inviertan de manera responsable

### Políticas comerciales: defensa de sectores productivos y medidas contra el contrabando
Durante la gestión de Reyes, el Ministerio fijó un arancel del 14,5 % a la importación de barras de acero corrugado, buscando frenar importaciones a precios de dumping y proteger a fabricantes nacionales. De forma complementaria, se impulsó la creación de una planta nacional de aceros planos con enfoque ambiental.
Igualmente, se impusieron derechos compensatorios del 4,86 % a la importación de leche en polvo desde EE. UU., tras comprobar que recibía subsidios, lo que afectaba la producción nacional.
Mediante el Decreto 0214, el Gobierno actualizó los precios de referencia para importaciones de textiles, confecciones, calzado y otros sectores sensibles. Estos precios son usados por la DIAN para detectar valores declarados artificialmente bajos, una práctica conocida como “contrabando técnico”. La medida busca proteger la industria nacional de competencia desleal y fortalecer el recaudo aduanero.

### Turismo internacional
En 2024, durante la gestión de Reyes, Colombia alcanzó 6,696,835 visitantes no residentes, cifra 8,5 % superior a la del año anterior, y la más alta alcanzada hasta el momento.. Además, el turismo generó más de 9,000 millones de dólares en ingresos, consolidándolo como la tercera fuente de divisas de Colombia, por encima de exportaciones tradicionales como el carbón. El país también fue sede del Consejo Ejecutivo de la Organización Mundial del Turismo, fortaleciendo su imagen como destino de turismo sostenible.

### Salida del Gobierno y contexto político
Luis Carlos Reyes presentó su renuncia en medio de un ajuste ministerial precedido por una creciente confrontación entre sectores del Gobierno y del Congreso. En sus últimas semanas como ministro, se conocieron públicamente una serie de denuncias que Reyes había hecho desde 2023 ante el presidente Gustavo Petro, y posteriormente en 2024 ante la Fiscalía General de la Nación y la Corte Suprema de Justicia.
Según los registros judiciales y sus declaraciones públicas, Reyes alertó sobre una red clientelista y de desvío de recursos públicos encabezada por el entonces ministro del Interior Armando Benedetti, su suegra Adelina Covo, el embajador Roy Barreras, el ministro de Hacienda Ricardo Bonilla González y Juan Fernando Petro, hermano del presidente. Estas personas habrían presionado por el control de cargos estratégicos en la DIAN, especialmente en las aduanas de Barranquilla, Cartagena, Buenaventura y Cali, para ubicar recomendados de congresistas aliados. El 7 de marzo de 2025 Reyes anunció en su cuenta de la red social X que el presidente Petro había aceptado su renuncia. 